# Il ritorno dei maghi - Alex vs. Alex
Il ritorno dei maghi - Alex contro Alex (stilizzato nei promo I maghi di Waverly - Alex vs. Alex) è l'episodio speciale della nota serie Disney Channel I maghi di Waverly della durata di 1 ora con protagonisti il cast al completo (escludendo David Henrie, il cui personaggio Justin Russo è menzionato nel film), che è andato in onda negli Stati Uniti il 15 marzo 2013 mentre in Italia il 18 maggio 2013.

## Trama
La storia è ambientata in Toscana, in particolare a Pisa, dove i Russo vanno a trovare i propri parenti, ma Alex non viene trattata come un mago di famiglia: tutti le fanno intendere che avrebbe dovuto essere Justin il mago di famiglia, e che dovrebbe cambiare; Alex, stanca di questo comportamento da parte della famiglia, esclude la sua parte cattiva dalla personalità, in modo che rimanga solo quella buona. La Alex malvagia però vuole distruggere il mondo insieme a Dominic, un altro mago malvagio che vuole vendicare suo zio, Gorog, il leader degli angeli delle tenebre ormai deceduto.

## Produzione
Lo speciale è stato annunciato per la prima volta il 4 giugno 2010, pensato per essere un film, ma il progetto fu successivamente accantonato.
Il progetto è stato poi ripreso e rimodellato come speciale televisivo ed è stato annunciato il 27 settembre 2012 dal presidente e direttore creativo della Disney Channels Worldwide, Gary Marsh, col titolo The Wizards Return - Alex vs. Alex.
Inizialmente l'episodio doveva essere interamente girato in Italia, ma poi si è scelto di girarlo in California. Le riprese dell'episodio sono state effettuate dal 22 ottobre all'11 novembre 2012.

## Distribuzione
La prima TV dell'evento speciale è avvenuto su Disney Channel il 15 marzo 2013 negli Stati Uniti e il 18 maggio dello stesso anno in Italia.